# Paul Braunagel
Paul Braunagel, mit vollem Namen Marie-Paul Braunagel (* 5. Dezember 1873 in Straßburg; † 15. Dezember 1954 in Brumath (Elsass)) war ein Elsässer Künstler, Zeichner, Maler, Graveur, Glasmaler und Karikaturist.

## Leben
Sein Vater Charles Joseph Braunagel war Schlosser in Straßburg im Stadtteil Krutenau. Die Krutenau liegt außerhalb der von der Ill umflossenen Altstadt und war damals ein Viertel der „kleinen Leute“: Handwerker, Händler und Arbeiter. Nach seinen Studien richtete Paul Braunagel hier sein Atelier ein und behielt es bis zum Lebensende, trotz seiner vielen Reisen und auswärtigen Aufenthalte.

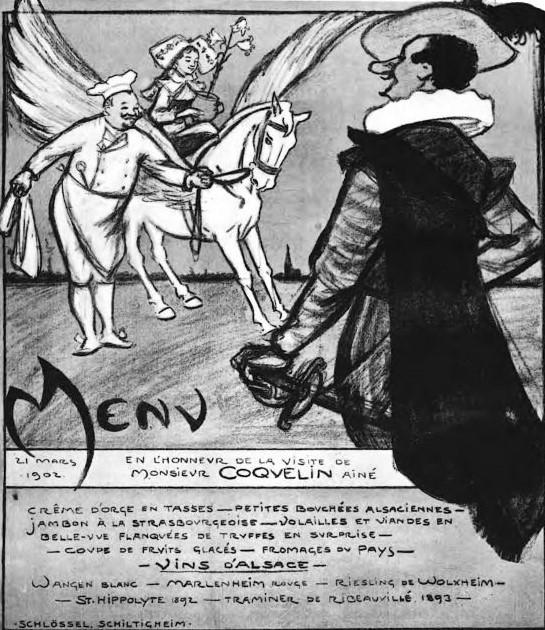
Kunschthaafe Menu 1902

Er ging ins Collège Saint-Étienne, wo er das deutsche Abitur machte. Danach besuchte er die École des Arts Décoratifs in Straßburg, ging schließlich nach Paris und studierte bei Alfred Philippe Roll. Hier traf er auch Jean-Louis Forain und Auguste Rodin und wurde von Henri de Toulouse-Lautrec beeinflusst. Er zeichnete Straßenszenen in verschiedenen Pariser Vierteln. Nach seiner Rückkehr ins Elsass arbeitete er sich an der Zeitschrift Images Alsaciennes mit. 1897 beteiligte er sich am ersten Salon des Artistes Strasbourgeois. Er wurde Mitglied im Cercle de Saint-Léonard und nahm an den Gesellschaften des Kunschthaafe (Kunsttopf), einer losen Künstlervereinigung, teil. Seine humoristischen Zeichnungen wurden in den Images Alsaciennes, in Studentenzeitschriften und auf Plakaten veröffentlicht. Nach 1900 arbeitete er zusammen mit Auguste Cammissar an Glasfenstern für die Atelier Charles Spindler in Saint-Léonard sowie für das Maison d’Art Alsacienne und für das städtische Theater in Sainte-Marie-aux-Mines, wo er die Glasfenster des Treppenhauses schuf.

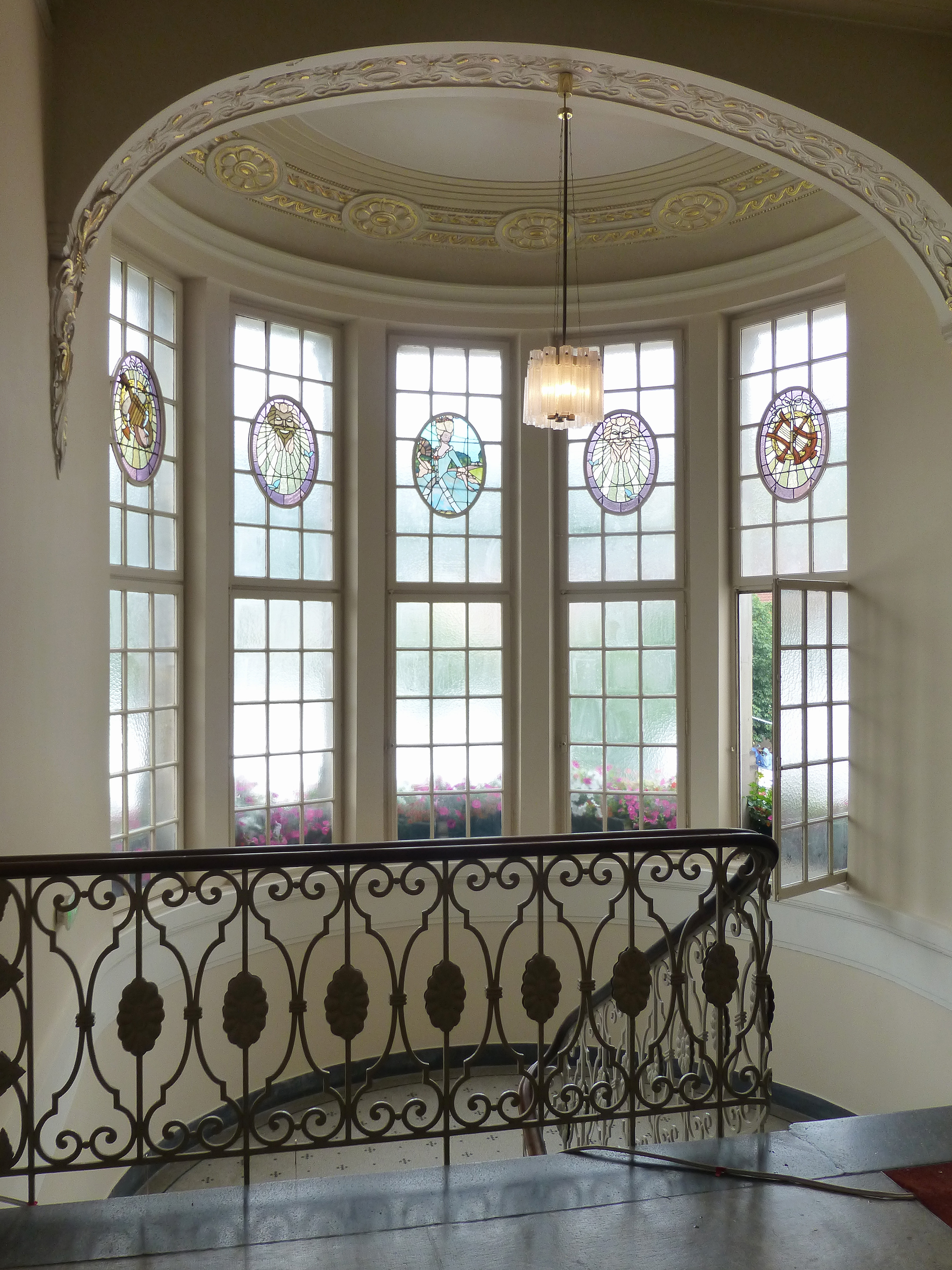
Theater in Sainte-Marie-aux-Mines

Auch Paul Braunagel und Auguste Cammissar arbeiteten bei der Dekoration dieses Theaters mit. Seit 1987 steht es unter Denkmalschutz. Zusammen mit Auguste Cammissar und Paul Braunagel beteiligte er sich an Ausstellungen in Turin im Jahr 1902, in St. Louis im Jahr 1904 und in Dresden im Jahr 1906.
Er wurde 1914 zum Kriegsdienst eingezogen. Obwohl er nicht an den Schlachten teilnahm, traumatisierte ihn das Kriegsgeschehen und ab 1915 stellte er nicht mehr aus, arbeitete aber weiter als Künstler. 1953 trat er zum letzten Mal öffentlich bei einer Ausstellung seines Freundes Auguste Cammissar auf. Er starb ein Jahr später im psychiatrischen Krankenhaus in Brumath.